# Антоновка (Гафурійський район)
Анто́новка (рос. Антоновка, башк. Антоновка) — село у складі Гафурійського району Башкортостану, Росія. Входить до складу Білоозерської сільської ради.
Населення — 592 особи (2010; 652 в 2002).
Національний склад:
- чуваші — 83%